# Deutscher Fußball-Verband für Böhmen
Der Deutsche Fußball-Verband für Böhmen (DFVfB), tschechisch Německá fotbalová asociace pro Čechy (NFAC) war ein Sportverband, der am 25. Juni 1911 in Prag gegründet wurde. Er war autonomes Mitglied des Österreichischen Fußball-Verbandes (ÖFV) und organisierte die böhmische Fußballmeisterschaft und nationale Meisterschaftsspiele. Er schloss sich der tschechoslowakischen Fußballvereinigung, tschechisch Československá associace footballová (ČSAF) an.

## Geschichte
Der Deutsche Fußball-Verband für Böhmen (DFVfB) wurde am 25. Juni 1911 in Prag gegründet und er war nur für deutsche Vereine, tschechische Vereine wurden nicht aufgenommen. Die tschechischen Klubs hatten eine eigene Vereinigung, die am 19. Oktober 1901 vom tschechischen Fußballverband als Český svaz fotbalový (ČSF) gegründet wurde. Trotz der Diskussionen mit dem ÖFV schlossen sie sich nicht dem nationalen Verband an. Im Jahr 1910 gab noch die Union, eine Vereinigung, zu der unter anderem Sparta Prag gehörte, die ein Teil des ÖFV war. Weitere Informationen zu dieser Vereinigung und wie es mit ihr weiterging, sind nicht belegbar; wahrscheinlich waren die Mitglieder der Union dem ČSF beigetreten.
Der UIAFA-Kongress in Prag, der bereits 1912 angekündigt wurde, fand daraufhin nicht mehr statt, denn die englische Vereinigung des Amateurverbandes begann Verhandlungen mit der FIFA, die am Ende 1914 zu deren Fusion führte. Die französische Vereinigung sowie die Amateurverbände aus Belgien, der Schweiz und Spanien zogen sich von der UIAFA zurück. Es blieb daher nur mehr noch der tschechische Fußballverband ČSF übrig.
1914 fand ein ÖFV-Kongress für die Vereine des DFVfB statt und es wurde über die Ein-Verband-Regel der FIFA, über den Verbleib in der UIAFA und über das Verbot mit tschechischen Klubs zu spielen, diskutiert. Als Vorteil wird darauf hingewiesen, dass der nationale Charakter des Österreichischen Fußballbundes viele Vertreter von verschiedenen Nationen zusammenbringt und dennoch die Entwicklung der deutschsprachigen Vereine behindern soll. Einige Vereine waren nicht dieser Ansicht, wie der DFC Prag, und verblieben in der UIAFA. Im selben Jahr arbeitete der DFVfB mit Fußballvereinen des ČSF zusammen. Die drei Organisationen DFVfB, ČSF und FBiNÖ versuchten einen eigenen Verband, den Football Union of Austrian Nations (FUAN), neben dem ÖFV für deutschsprachige Vereine, zu gegründet, der kurz nach Ausbruch des Ersten Weltkrieges aufgelöst wurde.
Kurz nach dem Beginn der Feindseligkeiten hob der ÖFV im Oktober 1914 auf Ersuchen der staatlichen Behörden, das offizielle Verbot auf, mit den tschechischen Klubs zu spielen. Am 30. Juni 1916 wurde der Verband zur Auflösung gezwungen, gründete sich jedoch schon 1917 unter gleichem Namen wieder neu. 1917 gab es Gespräche zwischen dem ÖFV und den Klubs aus Böhmen und Mähren. Eine gemeinsame tschechische Meisterschaft mit tschechischen und deutschen Vereinen wurde beschlossen und durchgeführt, die der DFC Prag gewann. Bald darauf schloss sich der DVFfB der tschechoslowakischen Fußballvereinigung Československá associace footballová (ČSAF) an, die am 26. März 1923 gegründet wurde. Die ČSAF war ein Unterverband des tschechischen Fußballverbandes Fotbalová asociace České republiky, ČSSF.

## Präsidenten des DFVfB
Über die Präsidenten liegen keine Informationen vor.

## Mitglieder
Über die Mitglieder liegen keine Informationen vor.

## Nationalmannschaft
Die böhmische Fußballnationalmannschaft war die Nationalmannschaft Böhmens. Sie bestritt zwischen 1906 und 1908 insgesamt sechs Länderspiele.

## Bewerbe
| Saison                                                     | Meister                                   |
| Meisterschaft                                              | Meisterschaft                             |
| ---------------------------------------------------------- | ----------------------------------------- |
| 1911/12                                                    | –                                         |
| 1912/13                                                    | DFC Prag                                  |
| 1913/14                                                    | DFC Prag                                  |
| 1914/15                                                    | während des Ersten Weltkriegs eingestellt |
| 1915/16                                                    | während des Ersten Weltkriegs eingestellt |
| Mistrovství krajského svazu pre Království České OeFV 1917 |                                           |
| 1917                                                       | DFC Prag                                  |

Die erste Meisterschaft in Böhmen wurde 1912/13 organisiert, die der DFC Prag gewann. In der folgender Saison wurde der Meistertitel von den Pragern verteidigt. In den Jahren 1914 bis 1918 wurde kriegsbedingt keine Meisterschaft ausgetragen. Die Meisterschaft nach dem Krieg konnte der Verein aus der Hauptstadt für sich entscheiden.

## Eingliederung in den ČSAF
Nach der Entstehung der Tschechoslowakei wurde der Verband am 10. April 1921 in Fotbalová asociace České republiky (ČSSF) umbenannt. Am 26. März 1923 wurde die tschechoslowakische Fußballvereinigung Československá associace footballová (ČSAF) gegründet, die als Dachorganisation der in der Tschechoslowakei bestehenden Nationalverbände der Minderheiten fungierte. Ihr gehörten neben dem Tschechoslowakischen Fußballbund der Deutsche Fußballverband für Böhmen (DFVfB), der Ungarische Fußballverband (MLSz), der Jüdische Fußballverband (KMKRJ) und der Polnische Fußballverband (PZPN) an.

## Bewerbe unter dem ČSAF
| Saison              | Meister |
| Meisterschaft       | Meisterschaft |
| ------------------- | --- |
| 1918                | – |
| 1919                | Mittegau: DFC Prag Westgau: Karlsbader FK Erz- und Mitteerzgebirgsgau: Teplitzer FK 03 Nordostgau: Reichenberger SK Elbgau: DFK Aussig Gau Komotau; DFK Komotau Mähren und Schlesien: DSV Troppau |
| 1920                | Westgruppe: DFC Prag Ostgruppe: DSV Troppau |
| 1921                | Westgruppe: Teplitzer FK 1903 Ostgruppe: DSV Troppau |
| 1922                | Teplitzer FK 1903 |
| 1923                | DFC Prag |
| 1924                | DFC Prag |
| 1925/26             | DFC Prag |
| 1927                | DFC Prag |
| 1927/28             | DFC Prag |
| 1928/29             | DFC Prag |
| 1929/30             | Karlsbader FK |
| 1930/31             | DFC Prag |
| 1931/32             | DFC Prag |
| 1932/33             | DFC Prag |
| 1933/34             | DSV Saaz |
| 1934/35             | DSV Saaz |
| 1935/36             | DSK Mährisch Schönberg |
| 1936/37             | DFC Prag |
| 1937/38             | Teplitzer 03 FK |
| Gauliga Sudetenland | |

Nach dem Ersten Weltkrieg teilte der ČSSF den Bewerb in Mittegau, Westgau, Erz- und Mitteerzgebirgsgau, Nordostgau, Elbgau, Gau Komotau, Mähren und Schlesien ein, in denen der Meister ausgespielt wurde. Ein Jahr später wurde die Meisterschaft in eine Ostgruppe und in eine Westgruppe ausgetragen. Ab 1922 spielte die beiden Gruppen in einem Finalspiel um den Meistertitel des ČSSF. Zwei Jahre später wurde die 20 Vereine in Gaue eingeteilt: Westgau, Nordwestgau, Nordgau und Mittegau. Die Sieger der Gruppen spielten in einem Finalturnier um den Meistertitel. In den Jahren danach gab es immer wieder Änderungen im Modus. In der Saison 1929/30 spielte man wieder die Qualifikationsrunde in einem Gruppenmodus mit insgesamt 45 Vereinen in sieben Gruppen: Nordgau, Nordwestgau, Westgau, Südostgau, Mittegau, Nordostgau Gruppe I und Nordostgau Gruppe II. Das Finalturnier wurde in zwei Vorrundenspielen ausgetragen um die vier Halbfinalisten zu ermitteln, die im Finale um den Meistertitel des ČSSF spielten. Dieser Modus wurde bis 1932/33 beibehalten, in der 51 Vereine in sieben Gruppen mit anschließender Qualifikationsrunde für die Halbfinalisten, die im Finale aufeinandertrafen. 1933/34 konnten viele Vereine an einer anderen Meisterschaft teilnehmen und lediglich sieben Mannschaften in zwei Gruppen, Nordgruppe und Südgruppe spielten um den Meistertitel. Ein Jahr später hießen die zwei Gruppen Böhmen und Mähren-Schlesien mit insgesamt zwölf Vereinen, 1937/38 spielten in diesen zwei Gruppen 21 Mannschaften. In dieser Zeit dominierte der DFC Prag die Meisterschaften und nur DSV Troppau im Osten, Teplitzer 03 FK im Westen, DSV Saaz, Karlsbader FK oder DSK Mährisch Schönberg konnten die Siegesserie der Prager vereinzelt unterbrechen. Nach 1938 spielten die Vereine in der Gauliga Sudetenland weiter. Zwischen 1938 und 1945 lösten sich die deutschen Fußballvereine in Tschechien auf oder sie kamen in einem tschechischen Turnverein unter.